# UC-43号潜艇
陛下之UC-43号艇是德意志帝国海军于第一次世界大战期间建造的其中一艘UC-II型近岸布雷潜艇或称U艇。它由汉堡的伏尔铿船厂承建，于1916年10月5日新船下水，至当月25日交付使用。其全长49.45米，水面及水下排水量分别为400吨和480吨，艇载武器则包括三具鱼雷发射管、六具水雷滑射槽以及一门88毫米口径甲板炮。UC-43号入役后曾被部署至北海的第一区舰队，并参与了大西洋潜艇战。通过其两次巡逻，共直接或间接击沉13艘协约国或中立国舰船，容积总吨累计为24684吨。1917年3月10日，UC-43号在苏格兰的马克弗拉加岛附近遭英国潜艇G13号发射鱼雷击沉，艇内26名官兵全数阵亡。

## 设计
1915年秋天，由于中立国美国的干预，U艇战几乎陷入停顿，导致德国广泛开展《国际法》所允许的水雷战，从而使布雷潜艇的需求量相应增加。德意志帝国海军潜艇监察局（Inspektion des U-Bootwesens）的开发部门留意到了这一点，遂以UB-II型为基础，按照兼顾布雷效率和生产速度的要求，以41号工程的名义设计了UC-II型潜艇。为了弥补前型UC-I型的缺陷，UC-II型艇不仅更大，而且采用双轴推进系统。然而，与前型最主要的区别在于，UC-II型艇重新运用了双壳体结构。但它并非纯粹的双体潜艇，而是一种中间过渡型；因为外层没有封闭耐压壳体，而是作为鞍形水柜附在上方。
UC-43号是64艘UC-II型方案的其中一艘。这个亚型的艇体结构与UB-II型类似，但体积更大，全长为49.45米，并有3.68米的吃水深度；由于不再考虑铁路运输的装载限界，舷宽也得以增至5.22米。其水上和水下排水量分别为400吨和480吨。艇只采用两台科尔庭六缸四冲程520匹公制馬力（380千瓦特）柴油机用于水面运行，以及两台460匹公制馬力（340千瓦特）的西门子-舒克特电动发电机用于水下航行；水面最高航速11.7節（21.7每小時），水下6.7節（12.4每小時）；能够在水面以7節（13每小時）航速续航9,410海里（17,430），或以4節（7.4每小時）连续在水下航行60海里（110）而无需充电。其潜没需时约为48秒，能够在50米的深度下运作。
作为布雷潜艇，UC-43号改将六具布雷滑射槽安装在艇体前部，每具储存井内的水雷数量增至3枚，即合共18枚UC200型水雷。布雷时只需将存储井底部的盖板打开，水雷便可凭借自身重量滑入水中。随着滑射槽长度增加，艇体艏楼的上层建筑被抬高，上层建筑与司令塔之间的凹陷处布置了一门88毫米30倍径速射炮作为甲板炮。但由于位置相对较低，火炮甲板在恶劣海况下很容易被涌浪淹没。此外，UC-43号还装备有三具500毫米鱼雷发射管，这极大提升了潜艇的攻击能力。其中艇艏两具外置在两侧、艇艉一具则为内置式，并可搭载合共7枚G6型鱼雷。其标准船员编制为3名军官及23名水兵。

## 历史
1915年11月20日，在海军元帅阿尔弗雷德·冯·提尔皮茨的倡议下，国家海军办公室分别向三家德国造船厂合共增订15艘UC-II型潜艇。UC-43号因此成为汉堡伏尔铿船厂承建的第二批次（UC-40至UC-45号）的四号艇，建造编号为76。它于1916年10月5日新船下水，至当月25日在首度担任艇长的海军上尉埃尔温·泽贝林的指挥下交付使用，随即展开海试。泽贝林也是该艇的唯一一任指挥官。完成海试后，UC-43号于12月25日被编入驻布伦斯比特尔科格的第一潜艇区舰队服役。
在仅仅两个多月的服役生涯中，UC-43号参与了大西洋潜艇战，并通过其两次布雷及破交战巡逻，合共击沉协约国或中立国的13艘商船、另缴获1艘作战利品，容积总吨累计为25223吨。其中，体积最大的受害者是注册吨位为6237吨的英国货轮挪威人号（Norwegian）；它于1917年3月13日从纽约前往利物浦途中，在距爱尔兰的克洛纳基尔蒂西南约4海里（7.4）处撞上UC-43号布设的水雷而沉没，造成5人罹难。1917年2月25日，UC-43号从黑尔戈兰启航，前往英格兰执行第二次作战巡逻，从此再未归航。至3月10日，UC-43号在设得兰群岛的马克弗拉加岛西北约9海里（17）处（60°57′N 01°11′W / 60.950°N 1.183°W）遭英国潜艇G13号发射鱼雷击沉，艇内26名官兵全数阵亡。

## 袭击历史摘要
| 日期           | 船名          | 船籍 | 吨位 | 结局       |
| -------------- | ------------- | ---- | ---- | ---------- |
| 1916年12月31日 | 豺狼号        | 挪威 | 539  | 缴作战利品 |
| 1917年1月12日  | 布伦特伍德号  | 英国 | 1192 | 击沉       |
| 1917年1月15日  | 布拉班特号    | 挪威 | 1492 | 击沉       |
| 1917年1月15日  | 格拉夫耶尔号  | 挪威 | 728  | 击沉       |
| 1917年1月20日  | 普莱纽迪斯号  | 英国 | 542  | 击沉       |
| 1917年2月27日  | 玛丽·玛德琳号 | 法國 | 45   | 击沉       |
| 1917年3月1日   | 马贝拉号      | 挪威 | 1637 | 击沉       |
| 1917年3月1日   | 斯托雷内斯号  | 挪威 | 1870 | 击沉       |
| 1917年3月6日   | 科妮莉亚号    | 英国 | 903  | 击沉       |
| 1917年3月6日   | 佐和丸        | 日本 | 2578 | 击沉       |
| 1917年3月7日   | 威姆斯男爵号  | 英国 | 1605 | 击沉       |
| 1917年3月9日   | 劳里茨号      | 丹麦 | 183  | 击沉       |
| 1917年3月13日  | 挪威人号      | 英国 | 6237 | 击沉       |
| 1917年3月22日  | 马尔曼格号    | 挪威 | 5672 | 击沉       |

## 脚注
1. 1 2 3 4  Helgason, Guðmundur. . German and Austrian U-boats of World War I - Kaiserliche Marine - Uboat.net.   [2009-02-23].
2. ↑  Tarrant，第173頁.
3. 1 2 3  Gröner 1991，第31-32頁.
4. 1 2  Helgason, Guðmundur. . German and Austrian U-boats of World War I - Kaiserliche Marine - Uboat.net.   [2015-02-23].
5. ↑  陈进，第48頁.
6. ↑  陈进，第46頁.
7. ↑  Michelsen，第48頁.
8. ↑  陈进，第165頁.
9. 1 2  Helgason, Guðmundur. . German and Austrian U-boats of World War I - Kaiserliche Marine - Uboat.net.   [2015-02-23].
10. ↑  Helgason, Guðmundur. . German and Austrian U-boats of World War I - Kaiserliche Marine - Uboat.net.   [2022-09-15].
11. ↑  NARS，第64頁.